# Медиана (община)
Медиана (серб. Медијана) — община в Сербии, входит в Нишавский округ.
Население общины составляет 88 602 человека (2007 год), плотность населения составляет 1808 чел./км². Занимаемая площадь — 49 км², из них 16,2 % используется в промышленных целях.
Административный центр общины — город Ниш. Община Медиана состоит из 2 населённых пунктов, средняя площадь населённого пункта — 24,5 км².

## Статистика населения общины
| Год  | Население, чел. |
| ---- | --------------- |
| 1991 | нет данных      |
| 2001 | нет данных      |
| 2002 | нет данных      |
| 2003 | нет данных      |
| 2004 | нет данных      |
| 2005 | 88 271          |
| 2006 | 88 439          |
| 2007 | 88 602          |